# Hibridació d'orbitals
Una hibridació d'orbitals és una combinació lineal d'orbitals atòmics que pertanyen a un mateix àtom amb l'objectiu de crear-ne uns altres, els orbitals híbrids, que permeten explicar les geometries observades de les molècules i les forces dels enllaços. La hibridació és un artifici matemàtic útil per a representar la distorsió dels niguls de càrrega electrònica dels àtoms, en el moment de formar un enllaç químic amb altres àtoms, per a donar una distribució direccional. Aquest sistema fou ideat pel químic nord-americà Linus Carl Pauling el 1931 en la seva teoria d'enllaç de valència de l'enllaç covalent.

## Tipus
Es poden obtenir diversos tipus d'orbitals híbrids en funció del tipus d'orbitals atòmics que es combinin i del seu nombre. Així tenim:

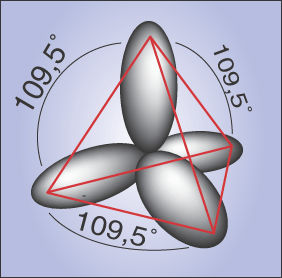
Els quatre orbitals sp³

### Orbitals híbrids sp3
S'obtenen per combinació lineal d'un orbital s i de tres orbitals p d'un mateix nivell energètic. Són quatre orbitals iguals en forma i dimensions, i orientats segons els vèrtexs d'un tetraedre, és a dir amb angles de 109,5º. La densitat electrònica que s'obté d'ells és asimètrica, amb dos lòbuls, un de molt més extens que l'altre. Permeten explicar l'estructura tetraèdrica del metà, CH₄, hibridant els orbitals atòmics 2s i 2p del carboni, i de tots els composts de carboni amb quatre enllaços simples (hidrocarburs alifàtics, alcohols, amines…).

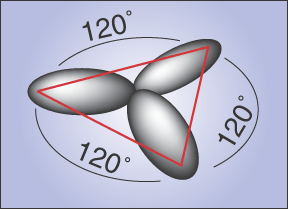
Els tres orbitals sp²

### Orbitals híbrids sp²
S'obtenen per combinació lineal d'un orbital s i de dos orbitals p d'un mateix nivell energètic. Són tres orbitals iguals en forma i dimensions, situats en un mateix pla i separats 120º l'un de l'altre. La densitat electrònica que s'obté d'ells és asimètrica, amb dos lòbuls, un de molt més extens que l'altre. Permeten explicar l'estructura dels composts de carboni amb dobles enllaços (alquens, hidrocarburs aromàtics, cetones, aldehids, àcids carboxílics…), hibridant els orbitals atòmics 2s i 2p del carboni.

### Orbitals híbrids sp
S'obtenen per combinació lineal d'un orbital s i d'un orbital p d'un mateix nivell energètic. Són dos orbitals iguals en forma i dimensions, situats en la mateixa direcció i sentits oposats, és a dir separats 180° l'un de l'altre. La densitat electrònica que s'obté d'ells és asimètrica, amb dos lòbuls, un de molt més extens que l'altre. Permeten explicar l'estructura dels composts de carboni amb triples enllaços (alquins…), hibridant els orbitals atòmics 2s i 2p del carboni.

### Orbitals híbrids a partir d'orbitals d
La participació d'orbitals d permet obtenir distribucions electròniques més complexes, com ara les sp³d i sp³d². La hibridació sp³d dona lloc a cinc orbitals híbrids dirigits segons els vèrtexs d'una bipiràmide triangular, i la hibridació sp³d² dona lloc a sis orbitals híbrids dirigits segons els vèrtexs d'un octàedre. Aquestes estructures són habituals en els complexos dels metalls de transició.